# Nikander (imię)
Nikander — imię męskie pochodzenia greckiego, złożone z członów Nike — ("zwycięstwo") i andros — ("mężczyzna"). Istnieje kilku świętych o tym imieniu.
Nikander imieniny obchodzi 15 marca, 17 czerwca i 7 listopada.
Znane osoby o tym imieniu:
- Nikander — grecki poeta, lekarz i gramatyk z II wieku p.n.e.
- Nikander — król Sparty
- święty Nikander — męczennik z III w.
- Nikandr Czibisow (1892-1959) — generał pułkownik Armii Radzieckiej